# Вајсгербер
Вајсгербер је насеље у Бечу, тј. у његовом 3. округу, Ландштрасеу. 

## Историја
Бечко предграђе, Вајсгербер, у односу на остале дијелове Беча, не може се похвалити тако далеком историјом. Први пут, документовано, мјесто је названо „Под Вајсгербером“ („Unter den Weißgerbern“) у 16. вијеку. Насеље је настало у полеђини ријеке Винфлус које је било у сталној опасности од поплава. Све до 1693. године мјесто је било кнежевина, да би га касније припојио Бечки магистрат. До 19. вијека Вајсгербер се развијао без икаквог плана, на вртларским земљиштима. Почетком 19. вијека насеље је бројало 108 кућа и око 2300 становника.
Кроз вјекове ово насеље није приредило ништа важније, али ипак су у сјећању остала два посебна догађаја.
Код „Гушчије врбе“ (Gänseweide) на рубу насеља, између 14. и 18. вијека вршена су многе егзекуције. Гушчија врба је такође била гледалиште, са ког је посматран један окрутни јеврејски погром. Краљ Албрехт V. протјерао је 1421. године све припаднике бечке јеврејске општине. Док су сиромашни Јевреји могли слободно да напусте предграђе, богатији су присиљавани да предају своје богатство, а потом су били убијани. Преживјели 90 мушкараца и 120 жена јавно су спаљени 12. марта 1421. године, код Гушчије врбе.
Други важан догађај догодио се у троспратном, дрвеном „Псећем позоришту“ (Hetztheater), чија је изградња одобрена 1755. године. У позоришту које је обезбјеђивало 3000 мјеста, људи и пси су до смрти мучили лавове, тигрове, медвједе, вукове и дивље свиње. Послије пожара 1796. године, обнављање овог позоришта било је забрањено. Један израз на бечком дијалекту, „Des woar a Hetz!“ („Das war lustig!“, То је било забавно!) и данас подсјећа на ово позориште.